# Myriam Dossou D'Almeida
Pour les articles homonymes, voir Dossou et  Almeida.
Myriam Dossou de Souza-D'Almeida (née le 27 mai 1967 à Lomé) est une personnalité politique togolaise, ministre du Développement à la Base, de la Jeunesse et de l'Emploi des Jeunes depuis octobre 2020 dans le gouvernement Dogbé. Elle est spécialisée dans l'assurance et la réassurance.

## Biographie

### Formation
Myriam Dossou D'Almeida commence ses études au collège protestant de Lomé et obtient son baccalauréat en 1985 au lycée Tokoin à Lomé. Elle entame des études de pharmacie à l'université de Reims-Champagne-Ardenne mais s'en détourne avant l'obtention de son diplôme. Elle se tourne alors vers l'assurance et intègre l'École nationale d'assurances (Paris) dont elle ressort avec un Master of Business Administration (MBA) en 2005. Elle y enseigne de 2008 à 2014. Elle est également diplômée de l'Institut africain d'assurance de Tunis.

### Carrière dans l'assurance
Tout au long de sa carrière, De Souza-D'Almeida travaille pour plusieurs compagnies d'assurance dont GTA-C2A IARD, le courtier Marsh France et la nouvelle société interafricaine d'assurance. Elle se lance ensuite dans la réassurance, notamment chez AXA dans les départements Afrique subsaharienne puis Maghreb.
Elle est par la suite directrice générale de l'Institut national d'assurance maladie (INAM) de 2012 ou 2013 à 2020. Durant ces huit années, elle met en place plusieurs projets parmi lesquels les universités du troisième âge ou l'extension de l'assurance maladie aux femmes des marchés, aux étudiants et aux journalistes. Sa gestion économique de l'institut est largement remise en cause après un contrôle des comptes par l'inspection générale d'État, qui confirme les rapports d'un audit interne datant de décembre 2018. Elle est également accusée de double dépense.

### Carrière politique
Elle succède à Victoire Tomegah Dogbé en tant que ministre du Développement à la Base et de la Jeunesse alors que cette dernière devient Première ministre,. Elle quitte alors l'INAM et s'engage notamment pour la mise en avant de l'entreprenariat des jeunes,, et dans la lutte contre la consommation de stupéfiants. Son mandat est notamment marqué par une nette hausse de la création de micro-entreprises chez les jeunes.